# Championnat de France de football américain 2001
Navigation
Saison 2000 Saison 2002
La saison 2001 du casque de diamant est la 20e saison du championnat de France de football américain. Elle voit le sacre des Argonautes d'Aix-en-Provence.
La saison régulière se joue du 27 janvier au 20 mai 2001.

## Classement général
| Qualifié en play-offs |

| Groupe A            |      |      |      |       |          |            |
| Club                | Vic. | Nuls | Déf. | %     | Pts pour | Pts contre |
| Flash La Courneuve  | 9    | 0    | 0    | 1.000 | 306      | 73         |
| Argonautes d'Aix    | 6    | 0    | 3    | .667  | 199      | 141        |
| Panthers de Thonon  | 2    | 1    | 6    | .278  | 140      | 247        |
| Molosses d'Asnières | 2    | 0    | 7    | .222  | 176      | 252        |

| Groupe B            |      |      |      |      |          |            |
| Club                | Vic. | Nuls | Déf. | Pts  | Pts pour | Pts contre |
| Spartiates d'Amiens | 5    | 0    | 3    | .625 | 134      | 151        |
| Cougars de St-Ouen  | 4    | 0    | 4    | .500 | 152      | 100        |
| Templiers 78        | 1    | 1    | 6    | .188 | 73       | 216        |

## Play-offs

### Wild-cards
- 27 mai 2001 : Cougars de Saint-Ouen 31-15 Blanck Panthers de Thonon
- 27 mai 2001 : Spartiates d'Amiens 23-20 Molosses d'Asnières

### Demi-finale
- 9 juin 2001 : Flash de La Courneuve 14-0 Spartiates d'Amiens
- 10 juin 2001 : Argonautes d'Aix-en-Provence 38-20 Cougars de Saint-Ouen

### Finale
- 23 juin 2001 : Argonautes d'Aix-en-Provence 30-23 Flash de La Courneuve